# Podgorci
Podgorci (mazedonisch Подгорци; albanisch definit Podgorca, indefinit Podgorcë) ist ein Dorf in der Gemeinde Struga im Südwesten Nordmazedoniens, rund elf Kilometer von der Gemeindehauptstadt Struga entfernt.
Es grenzt im Norden an Labuništa (das Siedlungsgebiet ist mit diesem Dorf zusammengewachsen), im Osten an Tašmaruništa und Dobovjani, im Südosten an Velešta und im Süden an Vevčani.
Der Ort hat 2430 Einwohner (Stand: 2021). Die ethnische Struktur sieht wie folgt aus: 857 bezeichneten sich als Türken, 583 Personen als Albaner, 583 als Mazedonier und 744 gaben eine andere Ethnie an.
Dieses Phänomen einer „grenzenlosen Multikulturalität“ ist nicht nur in Podgorci, sondern auch in den benachbarten Dörfern Labuništa, Oktisi und Boroec anzutreffen. Meist haben hier ethnische Identität und Muttersprache keine klaren Grenzen; so beherrschen auch viele Einwohner alle drei Sprachen (Mazedonisch, Albanisch und Türkisch). Aufgrund der gemeinsamen Religion (dem Islam) haben sich in den letzten Jahrzehnten immer mehr Torbeschen als Albaner, Türken oder Bosniaken assimiliert.
| Muttersprachen (2002) | Bevölkerung |
| --------------------- | ----------- |
| Mazedonisch           | 1,995       |
| Albanisch             | 89          |
| Türkisch              | 22          |
| Bosnisch              | 1           |
| Andere                | 53          |
| Total                 | 2,160       |

Im Westen erhebt sich die Gebirgskette des Jablanica, worauf die mazedonisch-albanische Grenze verläuft (ca. sieben Kilometer Luftlinie entfernt).
Dort befindet sich zudem auf 1900 m der Gebirgssee Podgorečko Ezero, der das bekannteste Naturdenkmal des Dorfes ist.
Podgorci selbst liegt zwischen 860 und 980 m Höhe und ist im Westen, Süden und teilweise auch im Osten von Laubwäldern umgeben. Die Ebenen südöstlich werden teilweise landwirtschaftlich bebaut. Der kleine Dorfbach, der im Westen entspringt mündet nach etwa drei Kilometern in den Schwarzen Drin.
Die Wirtschaft ist in Podgorci wenig entwickelt. Viele sind arbeitslos; die wenigen arbeiten entweder im Landwirtschafts- oder Handelssektor, so zählt das Dorf rund 100 registrierte Unternehmen. Der Großteil der Bevölkerung jedoch lebt in der Diaspora und verdienen sich als einfache Bauarbeiter ihr Einkommen.